# Tommi Schmitt

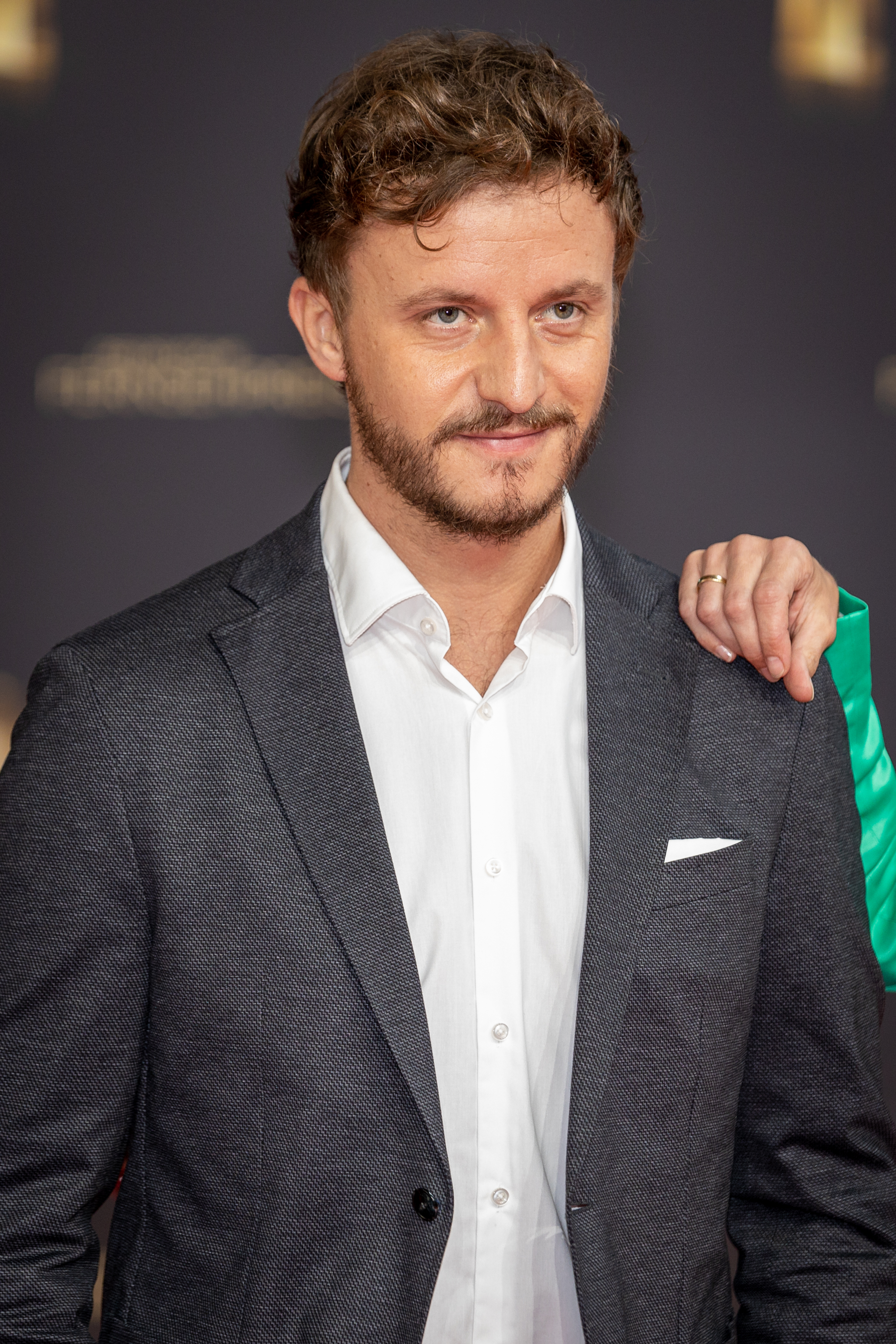
Tommi Schmitt (2022)

Thomas „Tommi“ Schmitt (* 26. Januar 1989 in Detmold) ist ein deutscher Podcaster, Moderator, Comedy-Autor sowie ehemaliger Schlagersänger und Kolumnist. Er moderiert die Podcasts Gemischtes Hack und Copa TS sowie die Fernsehsendung Neo Ragazzi.

## Leben
2008 absolvierte er sein Abitur am Gymnasium Leopoldinum in Detmold. Nach seinem Zivildienst studierte er Medienkommunikation und Journalismus an der Fachhochschule des Mittelstands in Köln und volontierte im Anschluss an sein Bachelor-Studium in der Presseabteilung von Borussia Mönchengladbach. Das folgende Masterstudium in Hannover brach er zugunsten seiner Karriere als Comedy-Autor in Köln ab.

## Beruflicher Werdegang
Während des Studiums war Schmitt Gagschreiber für TV total. Er zog nach Köln, um als Freiberufler für Comedy-Formate im Fernsehen zu schreiben; So arbeitete er für Luke Mockridges Show Luke! die Woche und ich und für Late Night Berlin mit Klaas Heufer-Umlauf.
Größere Bekanntheit erlangte Schmitt durch den seit 2017 wöchentlichen Podcast Gemischtes Hack, den er mit dem Berliner Comedian Felix Lobrecht moderiert. Seit September 2019 hält Spotify daran die Exklusivrechte. Gemischtes Hack ist eines der meistgehörten Audio-Formate im deutschsprachigen Raum und war 2019 der drittmeist gestreamte Podcast weltweit auf Spotify. Einige Aktionen erhielten große Resonanz in den sozialen Netzwerken, wie der ironische Hashtag #unsereweiber, der Solidarität mit der deutschen Frauen-Fußballnationalelf bekundet und Sexismus gegenüber Frauensport anprangert. Die Aktion wurde von der Sportschau aufgegriffen und der Hashtag von Spielerinnen geteilt.
Im Juni 2019 startete der WDR-Sender 1 Live das wöchentliche YouTube-Format Was machen Sachen?, in dem Schmitt und Lobrecht absurde Fragen beantworten. 2020 erhielten beide für Gemischtes Hack den deutschen Comedypreis in der Kategorie „Bester Comedy-Podcaster“, sowie die „1LIVE Comedy Krone“. Der Preis als „Bester Comedy-Podcast“ ging 2021 erneut an Gemischtes Hack.
Im April 2021 erhielt Schmitt auf ZDFneo eine eigene Show mit dem Titel Studio Schmitt, bei der er Themen wie Politik und Popkultur satirisch behandelte. Die Sendung wurde bis Juni 2023 ausgestrahlt.
Schmitt gehörte zum Ensemble der zweiten Staffel von LOL: Last One Laughing auf Amazons Prime Video.
Er schrieb unter anderem Kolumnen für den Stern, die Ruhr Nachrichten, 11 Freunde und Würzburg erleben.
Am 26. November 2021 veröffentlichte Schmitt mit Felix Lobrecht und dem Stimmungssänger Ikke Hüftgold als fiktive Ballermann-Musikgruppe Die Sacknähte die Single Unten kommt die Gurke rein, welche auf Tonspuren von Gemischtes Hack basiert. Die Einnahmen sollen für die Seenotrettung im Mittelmeer gespendet werden.
Im Dezember 2021 nahm er als Gast bei den Sendungen Das Duell um die Welt – Team Joko gegen Team Klaas und Joko & Klaas gegen ProSieben teil.
Seit August 2023 hostet Schmitt den Podcast Copa TS, in dem er sich wöchentlich abwechselnd mit Christoph Kramer, Turid Knaak, Robin Gosens, Esther Sedlaczek und Gregor Ryl (ehemals Terrence Boyd, Jana Wosnitza und Fabian Klos) Fußballthemen widmet.
Seit September 2023 moderiert Schmitt gemeinsam mit Sophie Passmann die Talkshow Neo Ragazzi. Die acht Folgen der ersten Staffel wurden bis November 2023 wöchentlich auf ZDFneo ausgestrahlt; die zweite Staffel begann im April 2024.
Im Vorfeld der Fußball-Europameisterschaft 2024 begleitete er in einer ZDF-Dokumentation den Weg der Spieler Niclas Füllkrug, Marc-André ter Stegen und Robin Gosens.
Schmitt war neben Nina Chuba und Kurt Krömer Teil der 8. Staffel der Quizshow Wer stiehlt mir die Show? von Joko Winterscheidt, die im Herbst 2024 ausgestrahlt wurde. Dabei konnte er das Finale der dritten Folge gegen Winterscheidt gewinnen und übernahm die Moderation der darauffolgenden Show am 29. September 2024.
Tommi Schmitt ist auch der Begleiter von Mats Hummels in der Dokumentation über dessen Karriereende 2025, siehe "Hummels - La Finale", zu sehen in der ZDF-Mediathek.

## Privates
Thomas Schmitt ist Sohn eines Arztes und einer Physiotherapeutin. Er hat einen Bruder. Von 2020 bis Dezember 2022 war Schmitt mit der Influencerin Caro Daur liiert. Im Jahr 2024 zog Schmitt nach Berlin, vorher lebte er in Köln.

## Diskografie
| Jahr | Titel Album                | Höchstplatzierung, Gesamtwochen, AuszeichnungChartsChartplatzierungen (Jahr, Titel, Album, Platzierungen, Wochen, Auszeichnungen, Anmerkungen) | Anmerkungen                                                                                         |
| Jahr | Titel Album                | DE | Anmerkungen                                                                                         |
| ---- | -------------------------- | --- | --------------------------------------------------------------------------------------------------- |
| 2021 | Unten kommt die Gurke rein | DE48 (1 Wo.)DE | Erstveröffentlichung: 3. Dezember 2021 feat. Felix Lobrecht (als „Die Sacknähte“) und Ikke Hüftgold |